# Suezkrisen
Suezkrisen (arabiska: أزمة السويس – العدوان الثلاثي; franska: Crise du canal de Suez; hebreiska: מבצע קדש "Operation Kadesh," eller מלחמת סיני, "Sinaikriget"), kallas det krig där Israel, Storbritannien och Frankrike anföll Egypten i slutet av oktober 1956. 
Upprinnelsen till anfallet baserades bland annat på att det brittisk-franska Suezbolaget, som kontrollerade Suezkanalen, hade tillstånd att bedriva verksamheten fram till 1968, varefter ägandet skulle övergå till den egyptiska staten. Egyptens president Gamal Abdel Nasser beslöt dock att nationalisera Suezbolaget i förtid, den 26 juli 1956, ett beslut som av kanalens ägare uppfattades som en klar provokation och som, enligt deras mening, krävde en motreaktion. Israel, som betraktade Egypten som sin värsta fiende, anslöt sig till planerna för denna motreaktion .
USA, Sovjetunionen och Förenta nationerna spelade avgörande roller för att tvinga Storbritannien, Frankrike och Israel att dra sig tillbaka.

## Sammanfattning
Mindre än ett dygn efter att Israel invaderade Egypten den 29 oktober 1956 utfärdade Storbritannien och Frankrike ett gemensamt ultimatum till Egypten, och började sedan bomba Kairo. Trots förnekanden av de israeliska, brittiska och franska regeringarna började bevis framkomma om att invasionen av Egypten hade planerats i förväg av de tre makterna. Brittisk-franska styrkor drog sig tillbaka före slutet av året men israeliska styrkor återstod till mars 1957 och förlängde därmed krisen. I april öppnades kanalen helt igen för sjöfart, men andra återverkningar följde.
Attacken följde Egyptens president Nassers beslut den 26 juli 1956 angående nationalisering av Suezkanalen, efter tillbakadragandet av ett erbjudande från Storbritannien och USA om att finansiera byggandet av Assuandammen, som var ett svar på Egyptens nya band med Sovjetunionen och erkännandet av Folkrepubliken Kina under höjden av spänningarna mellan Kina och Taiwan. Syftet med attacken var främst att återvinna Suezbolagets kontroll över kanalen och avlägsna Nasser från makten.
De tre allierade, särskilt Israel, lyckades främst uppnå de omedelbara militära målen, men påtryckningar från USA och Sovjetunionen i FN och annorstädes tvingade dem att dra sig tillbaka. Som ett resultat av yttre påtryckningar misslyckades Storbritannien och Frankrike i sina politiska och strategiska mål att styra kanalen och avlägsna Nasser från makten. Israel uppnådde vissa av sina mål, till exempel fri sjöfart genom Tiransundet. Som en följd av konflikten kom UNEF att övervaka den egyptisk-israeliska gränsen för att hindra båda sidorna från att återuppta de militära aktiviterna.
Vissa källor hävdar att krisen började den 26 juli i och med nationaliseringen av kanalen, och att Storbritannien, Frankrikes och Israels militära åtgärder var deras svar på denna åtgärd.

## Bakgrund

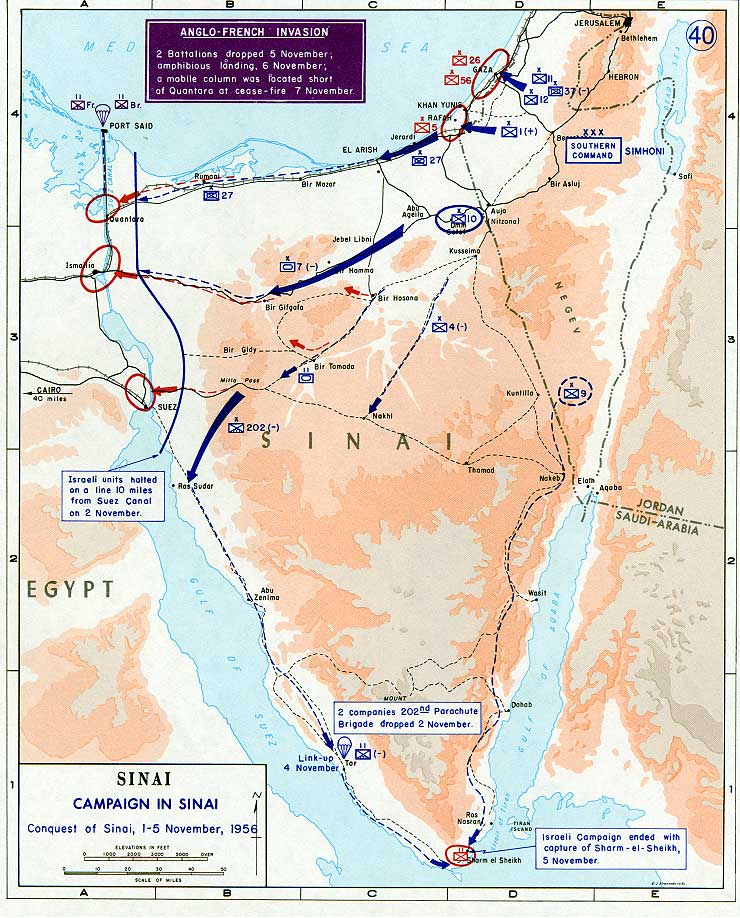
Erövringen av Sinai.

Efter det att Egyptens president Gamal Abdel Nasser nationaliserat Suezkanalen inleddes ett inofficiellt samarbete mellan Israel och de två västeuropeiska stormakterna Frankrike och Storbritannien. Nassers motiv för nationaliseringen var att han behövde pengar för att bygga Assuandammen. Eftersom detta utspelade sig under kalla kriget var även USA och Sovjet inblandade i händelseförloppet. USA hade nämligen lovat Nasser finansiella medel för att färdigställa Assuandammen. Detta löfte bröts emellertid av USA sedan de fått reda på att Sovjetunionen, via Tjeckoslovakien, sålde vapen till Egypten. Efter USA:s uteblivna finansiering nationaliserade Nasser kanalen. Det var visserligen beslutat att kanalen skulle tillfalla Egypten år 1968, Nasser tidigarelade dock detta med 12 år när han nationaliserade den 1956.
Frankrike och Storbritannien, som båda haft stort inflytande över kanalen tidigare, såg Nassers nationalisering som en skymf, samtidigt som de var rädda för att förlora de inkomster som trafiken genom kanalen inbringade.[källa behövs] Frankrike ansåg därtill att Nasser försåg motståndsrörelsen i det franskstyrda Algeriet med vapen. Israel och Egypten hyste redan agg mot varandra. Nasser sympatiserade med palestiniernas sak och skärmytslingar hade förekommit mellan Israel och Egypten. Dessutom utestängde Nasser Israel från att använda kanalen. Dessa anledningar fick de tre länderna, senare kallade Tripartiten, att anfalla Egypten.

## Krigsplanen
Planläggningen av anfallet på Egypten skedde i Paris. Man bestämde att Israel skulle agera som om de försökte sig på en invasion. De skulle landsätta fallskärmstrupper nära kanalen och sända pansartrupper genom Sinaiöknen. Britterna och fransmännen skulle sedan begära båda sidor att dra sig tillbaka från kanalzonen. Man var fullt medveten om att Egypten skulle vägra. Då skulle brittiska och franska trupper placeras ut för att skydda kanalen. Man räknade med att USA och Sovjetunionen skulle protestera, men eftersom USA var mitt inne i ett presidentval, trodde man att president Eisenhower inte skulle fatta några internationella beslut. Sovjetunionen var upptaget av Ungernrevolten och förväntades därför inte komma med några starka protester. Planen var så lysande att militärhistorikern sir Basil Liddell Hart har karaktäriserat den som den mest briljanta i krigskonstens historia.

## Krigets förlopp

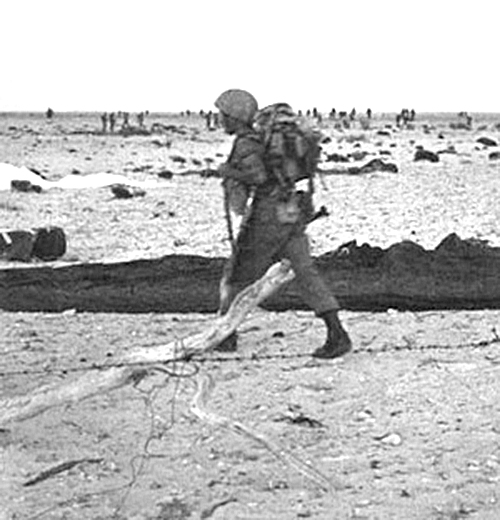
Israelisk fallskärmsjägare vid Mitlapasset.

Den 29 oktober 1956 anföll israeliska förband Egypten. Fallskärmsjägare landsattes i Sinai, och trupper avancerade snabbt mot Suezkanalen utan att möta motstånd. Följande dag erbjöd sig Frankrike och Storbritannien att temporärt ockupera Suezkanalen för att separera de egyptiska och israeliska styrkorna. Detta förslag blev som väntat avvisat av Egypten och Nasser. Därför initierade Storbritannien och Frankrike en invasion och flygbombade egyptiska baser. Segern väntade runt hörnet för Tripartiten när striderna fick ett abrupt slut. Efter starka påtryckningar i FN från USA och Sovjetunionen tvingades Tripartiten att avbryta invasionen.
USA:s val att följa Sovjetunionen i sin kritik mot Storbritannien, Frankrike och Israel är av historiskt intresse - sett ur kalla krigets perspektiv. Man kan då säga att USA valde att gå med på Sovjets krav. Många historiker hävdar att USA tvingades att gå emot Tripartiten sedan man hårt kritiserat Sovjetunionens invasion av Ungern, som utspelade sig under samma år. Vidare hotade Sovjetunionen att atombomba London och Paris om invasionen inte avbröts.
Storbritanniens och Frankrikes styrkor ersattes av den nybildade FN-styrkan UNEF. I mars 1957 tvingades också Israel att lämna Gazaremsan och Sinaihalvön. Gränsområdet mellan Egypten och Israel bevakades därefter av FN-trupper, däribland svenska, fram till strax innan sexdagarskriget 1967.

## Efterspel
Krisen är framförallt intressant ur ett historiskt perspektiv, för att den klart och tydligt visar hur den nya världsordningen såg ut: ”Suez blev Europas Waterloo”. Från och med nu var supermakterna och deras kalla krig inkorporerade i Israel–Palestina-konflikten. Storbritanniens och Frankrikes tid som stormakter var slut; de kunde inte längre göra som de ville. Deras dominans i Mellanöstern ersattes av USA och Sovjetunionen.